# Hans-Günter Klein (Reiter)
Hans-Günter Klein (* 12. September 1968 im Saarland) ist ein deutscher Springreiter. 
Er war früher Reiter für den RV Namborn, jetzt ist er Bereiter des Landgestüt Zweibrücken. Beste Pferde waren Claudino (* 1991; nicht mehr aktiv) und FBW Cassius Clay.
Er war platziert bei der DM der Springreiter 2007 in Gera und ritt auf internationalen Turnieren in Nördlingen, Zangersheide, Hachenburg und Roeser/Lux. Einen Einsatz in der deutschen Nationenpreisequipe hatte Klein beim internationalen Turnier in Lissabon/Portugal. Die Sportsaison 2010 schloss er im Oktober mit dem Sieg im Großen Preis der Saar ab.